# Victoria av Storbritannien (1868–1935)
Victoria av Storbritannien, född 6 juli 1868, död 3 december 1935, var en prinsessa av Storbritannien. Hon var dotter till kung Edvard VII av Storbritannien och drottning Alexandra.

## Biografi
Victoria var det fjärde av sex barn och den andra av tre döttrar i familjen. Hon växte upp på Marlborough House och Sandringham House, tillbringade somrarna i sin mors hemland Danmark och undervisades hemma av privatlärare.
Victoria beskrivs som intelligent, diskret men utåtvänd och diplomatisk. Hon tackade nej till ett frierier från Kristian X av Danmark och Karl I av Portugal (den senare för att han krävde att hon skulle bli katolik). Hon uppges ha blivit förälskad och själv velat gifta sig med en medlem ur familjen Baring och hennes fars hovman Arthur Davidson, men förbjöds gifta sig med en icke-kunglig person; ett frieri från premiärminister lord Rosebery avvisades av hennes mor. Victorias mor önskade att alla hennes döttrar skulle förbli ogifta och hon lyckades ifråga om Victoria, som beskrivs som missnöjd med sin lott och ibland förbittrad; släktingar noterade att hennes mor ringde i en klocka som för att kalla på en tjänare så fort hon ville ha sin dotters sällskap, och beskrev henne som sin mors piga.
Victoria fyllde en viktig roll inom kunglig representation efter att hennes far år 1901 blev kung. Hennes mor led vid den tiden av dövhet, och Victoria följde därför med sin mor på i princip alla hennes officiella uppdrag, något hon även fortsatte att göra efter sin fars död 1910. Hon stod nära sin bror Georg V, men kom inte överens med sin svägerska Mary av Teck.
Efter sin mors död 1925 lämnade Victoria det offentliga livet och bosatte sig i Coppins utanför Iver i Buckinghamshire.